# João Zorro
João Zorro, o in galiziano Johan Zorro (fl. XII-XIII secolo), è stato uno xograr galiziano o portoghese che visse nel tardo XIII secolo, attivo alla corte de Alfonso III o, come è più probabile, in quella di Dionigi I.
È autore di undici componimenti poetici: una cantiga de amor e dieci cantigas de amigo. Similmente a Martim Codax o a Paio Gomes Charinho, ha cantato principalmente temi relazionati al mare. Si pensa che due delle sue cantigas siano state composte per ordine del re, in occasione del varo di alcune navi uscite dai cantieri di Lisbona.
Tra i poeti medievali, Zorro rappresenta un caso insolito a causa delle sue descrizioni di mari calmi e domestici, piuttosto che oceani selvaggi e mortali. Nelle sue poesie, i marinai lamentano solo la mancanza della loro patria, delle amanti, ecc. Il suo lavoro getta luce sull'atteggiamento verso il mare dei primi esploratori europei. 